# Ludwig Fabini
Ludwig Fabini (26. srpna 1830 Valchid – 9. září 1906 Innsbruck) byl rakousko-uherský generál. V c. k. armádě sloužil od roku 1848, byl účastníkem několika válek a poté střídal službu u různých posádek, několik let strávil mimo jiné v Čechách. Svou kariéru završil v hodnosti polního zbrojmistra jako zemský velitel v Českém království (1899–1904).

## Životopis
Pocházel z italské rodiny usazené v Sedmihradsku. Do armády vstoupil v roce 1848 jako dobrovolník, několik let sloužil u 5. praporu polních myslivců v Uherském Brodě, kde byl postupně povýšen na poručíka a nadporučíka. V roce 1859 se zúčastnil války se Sardinií a poté sloužil jako rytmistr u 28. praporu polních myslivců ve Fogarasi v Sedmihradsku. Bojoval také v prusko-rakouské válce v roce 1866 a dosáhl hodnosti kapitána. Jako štábní důstojník působil u tyrolského zemského velitelství v Innsbrucku a následně byl šéfem štábu 35. pěší divize v Kluži. V roce 1875 získal hodnost majora a poté působil přímo u generálního štábu. Jako podplukovník (1877) se zúčastnil okupace Bosny a Hercegoviny. V roce 1880 dosáhl hodnosti plukovníka a byl šéfem štábu zemského velitelství pro České království v Praze (1880–1887).
V roce 1887 byl povýšen do hodnosti generálmajora a stal se velitelem 17. pěší brigády v Praze (1887–1891). V roce 1891 získal hodnost polního podmaršála a převzal velení 11. pěší divize ve Lvově, později se stal inspektorem vojenských škol, zároveň předsedal komisi pro posuzování žádostí aspirantů důstojnických hodností u generálního štábu. V letech 1897–1899 zastával funkci velitele 6. armádního sboru v Košicích a mezitím byl v roce 1898 povýšen do hodnosti polního zbrojmistra. Nakonec byl v letech 1899–1904 velitelem 8. armádního sboru v Praze, respektive zemským velitelem v Českém království. K datu 1. dubna 1904 byl penzionován a dožil v soukromí.

## Tituly a ocenění
Jako velitel armádního sboru obdržel titul c. k. tajného rady nárokem na oslovení Excelence (1897). Od roku 1897 byl čestným majitelem pěšího pluku č. 102 v Praze. Během vojenské služby obdržel několik vyznamenání. Za účast ve válkách byl nositelem Řádu železné koruny III. třídy s válečnou dekorací (1866) a rytířského kříže Leopoldova řádu s válečnou dekorací (1879). Později získal rytířský kříž Řádu sv. Štěpána (1889), ve vysokých funkcích se stal nositelem Řádu železné koruny I. třídy (1898) a komturského kříže Leopoldova řádu (1904), dále byl držitelem Vojenského záslužného kříže a Vojenské záslužné medaile. Několik ocenění získal také od zahraničních panovníků, byl nositelem velkokříže německého Řádu červené orlice, Řádu rumunské koruny, perského Řádu slunce a lva I. třídy a komandérem italského Řádu sv. Mořice a Lazara. Obdržel také čestné občanství v sedmihradském městě Mediaș (dříve maďarsky Medgyes), kde jeho rodina působila po několik generací.
Jeho synovcem byl Ludwig von Fabini (1861–1937), který byl také rakousko-uherským generálem a velitelem na východní frontě za první světové války.